# Helsingborg BBK
Helsingborg Basketbollklubb, HBBK, är en basketklubb i Helsingborg i Sverige. Föreningen är en fortsättning på Helsingborgs Basket som gick i konkurs 2009. Både klubbens herr- och damlag spelar under säsongen 2010/2011 i Basketettan inom respektive seriesystem.

## Historik
Den nuvarande föreningen bildades den 12 maj 2009. Dess föregångare, Helsingborgs Basket (HB), bildades 1978 som en sammanslagning mellan IFK Helsingborgs basketsektion, startad 1956, och BK Pantrarna, som bröt sig ur IFK i början av 1970-talet. IFK Helsingborg vann 1969 sin första och dittills enda SM-titel. Förutom denna tog klubben även fem cuptitlar, bland annat den sista gången cupen arrangerades 1978. År 1986 föll Helsingborgs Basket ur elitserien och 1992 föll klubben ner i division 2. Klubben lyckades dock återkomma till basketens högsta serie, Svenska basketligan, år 2003. Under 2006 och 2008 spelade klubben under namnet Öresundskraft Basket.
Den 9 april 2009 drog sig klubben ur Svenska basketligan inför säsongen 2009/2010, då man inte kunde hitta en ny huvudsponsor. Den ekonomiska situationen blev till slut för svår och då Helsingborgs stad inte vill gå i borgen för ett nytt lån skickade föreningen den 11 maj 2009 in sin konkursansökan. Dagen efter Helsingborgs Baskets konkursansökan hölls ett möte, där det beslutades att en ny förening skulle startas under namnet Helsingborgs Basketbollklubb (HBBK). Den nya klubbens herr- och damlag tvingades på grund av konkursen att kvala till division 2 inför säsongen 2009/2010. Båda lagen gick vidare från sina kval och båda avancerade till Basketettan inför säsongen 2010/2011. Våren 2024 tvingas klubben på grund av en tuff ekonomisk situation att dra ur herrarna från superettan. Klubben nystartar med både herrar och damer i division 2.

## Personal
- Head Coach Damer: Liselott Bjurling
- Head Coach Herrar: Johnell Smith
- Ordförande: Erik Grahn
- Vice Ordförande
- Kassör:
- Sekreterare: Oscar Nilestam
- Styrelseledamot: Susanne Annerfeldt
- Styrelseledamot: Erik Grahn
- Styrelseledamot: Tomas Polacek
- Styrelseledamot: Maria Forsmann
- Styrelseledamot: Fredric Keidser
- Tävlingsansvarig: Kattarina Melin